# Estació de Barberà del Vallès
Barberà del Vallès és una estació de ferrocarril propietat d'adif situada a l'est de la població de Barberà del Vallès a la comarca del Vallès Occidental. L'estació es troba a la línia Barcelona-Manresa-Lleida i hi tenen parada trens de la línia R4 de Rodalies de Catalunya, operats per Renfe Operadora.
Aquesta estació de la línia de Manresa va entrar en funcionament l'any 1855 quan va entrar en servei el tram construït per la Companyia del Ferrocarril de Saragossa a Barcelona entre Estació de Montcada i Reixac - Manresa i Sabadell Nord.
Aquesta estació s'ubica dins de la tarifa plana de l'àrea metropolitana de Barcelona, qualsevol trajecte entre dos dels municipis de l'àrea metropolitana de Barcelona valida com a zona 1. L'any 2016 va registrar l'entrada de 849.000 passatgers.

## Serveis ferroviaris
| Procedència/Destinació                                  | <                     | Línia | >            | Procedència/Destinació |
| ------------------------------------------------------- | --------------------- | ----- | ------------ | ---------------------- |
| Rodalia de Barcelona                                    |                       |       |              |                        |
| Sant Vicenç de Calders Vilafranca del Penedès Martorell | Cerdanyola del Vallès |       | Sabadell Sud | Terrassa Manresa       |